# Braulio Musso
Braulio Musso Reyes (ur. 8 marca 1930 w Limache, zm. 18 czerwca 2025) – chilijski piłkarz grający podczas kariery na pozycji napastnika.

## Kariera klubowa
Przez całą karierę piłkarską Braulio Musso występował w Universidad de Chile. Z tym klubem pięciokrotnie zdobył mistrzostwo Chile w 1959, 1962, 1964, 1965 i 1967. Ogółem w latach 1951–1968 rozegrał w barwach „La U” 368 meczów, w których zdobył 82 bramki.

## Kariera reprezentacyjna
W reprezentacji Chile Musso zadebiutował 17 września 1954 w wygranym 2-1 meczu z Peru, którego stawką było Copa del Pacífico. Był to udany debiut, gdyż Musso w 70 min. ustalił wynik meczu. W 1956 wziął udział w Mistrzostwach Panamerykańskich, na których Chile zajęło szóste, ostatnie miejsce, a Musso wystąpił w meczu z Argentyną.
Ostatni raz w reprezentacji Musso wystąpił 11 maja 1961 w przegranym 0-1 meczu z Brazylią, którego stawką było Copa Bernardo O’Higgins. W 1962 roku został powołany przez selekcjonera Fernando Rierę do kadry na mistrzostwa świata w Chile. Od 1954 do 1961 rozegrał w reprezentacji 14 meczów, w których zdobył 4 bramki.